# 張文煥 (康熙武進士)
張文煥，字灿如。甘肅寧夏府寧夏縣（今寧夏回族自治區銀川市）人，清朝軍事將領、武狀元。
康熙三十年冬十月，策试天下武举于北京太和门前。康熙帝观看在太和殿前举行的各省武举子的骑、步射。冬十月，皇上御瀛台紫光阁阅中式武举骑射技勇。丁亥，皇上再御瀛台紫光阁试中式武举骑射技勇。戊子，传胪。赐殿试中式武举张文焕等二百人武进士及第出身有差。张文焕夺得殿試第一，登武進士及第一甲第一名，授侍卫处一等侍卫、直隸張家口副將。康熙四十二年，任大同鎮總兵。在随康熙亲征进剿噶尔丹时，三战皆捷，以功累升贵州提督，康熙五十一年，任貴州提督，驻安顺。康熙五十九年，升任雲貴總督。张文焕在安顺北大街提督署前建石柱牌坊，悬挂康熙皇帝赐予他的“建牙统众”匾额，将牌坊取名“建牙统众坊”，俗称“御书枋”。康熙六十一年，以目疾休致。